# Đục (dụng cụ)

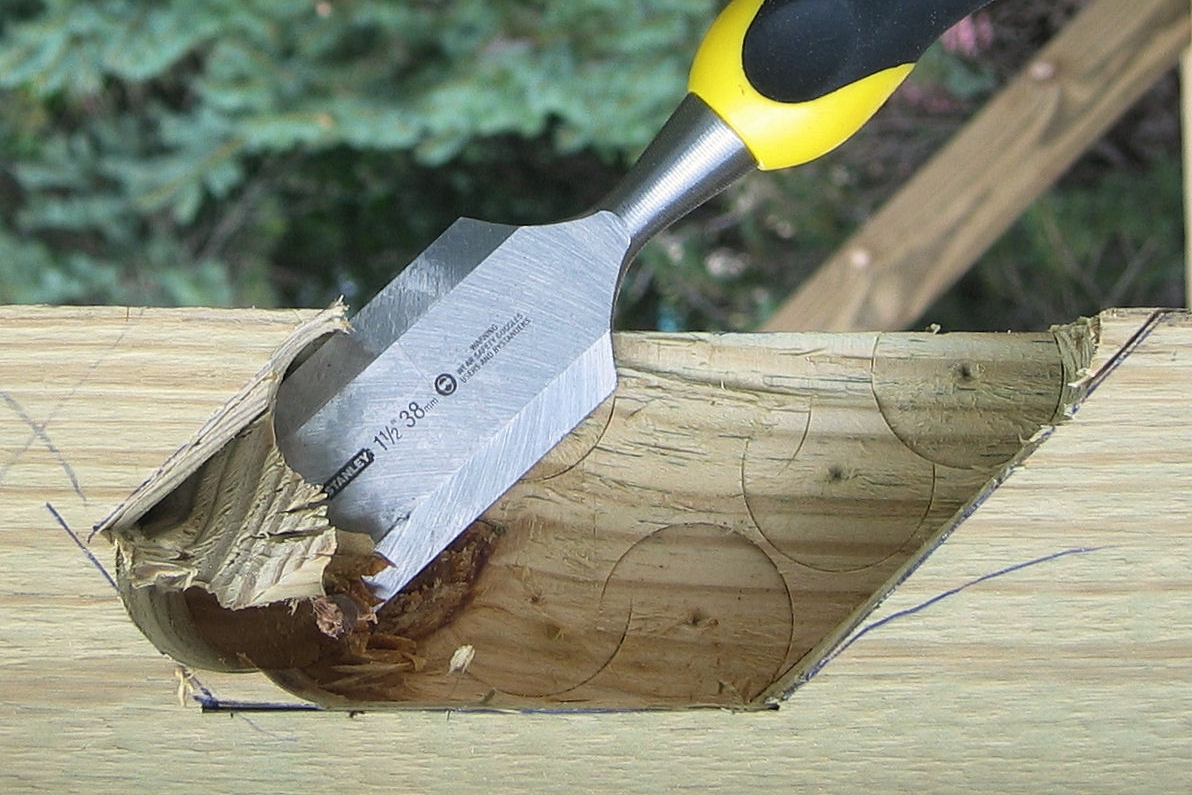
Một chiếc đục gỗ trông rất sắc bén kết hợp cùng mũi khoan gỗ Forstner được người ta sử dụng để tạo mộng cho mối nối nửa chồng trong khung gỗ.

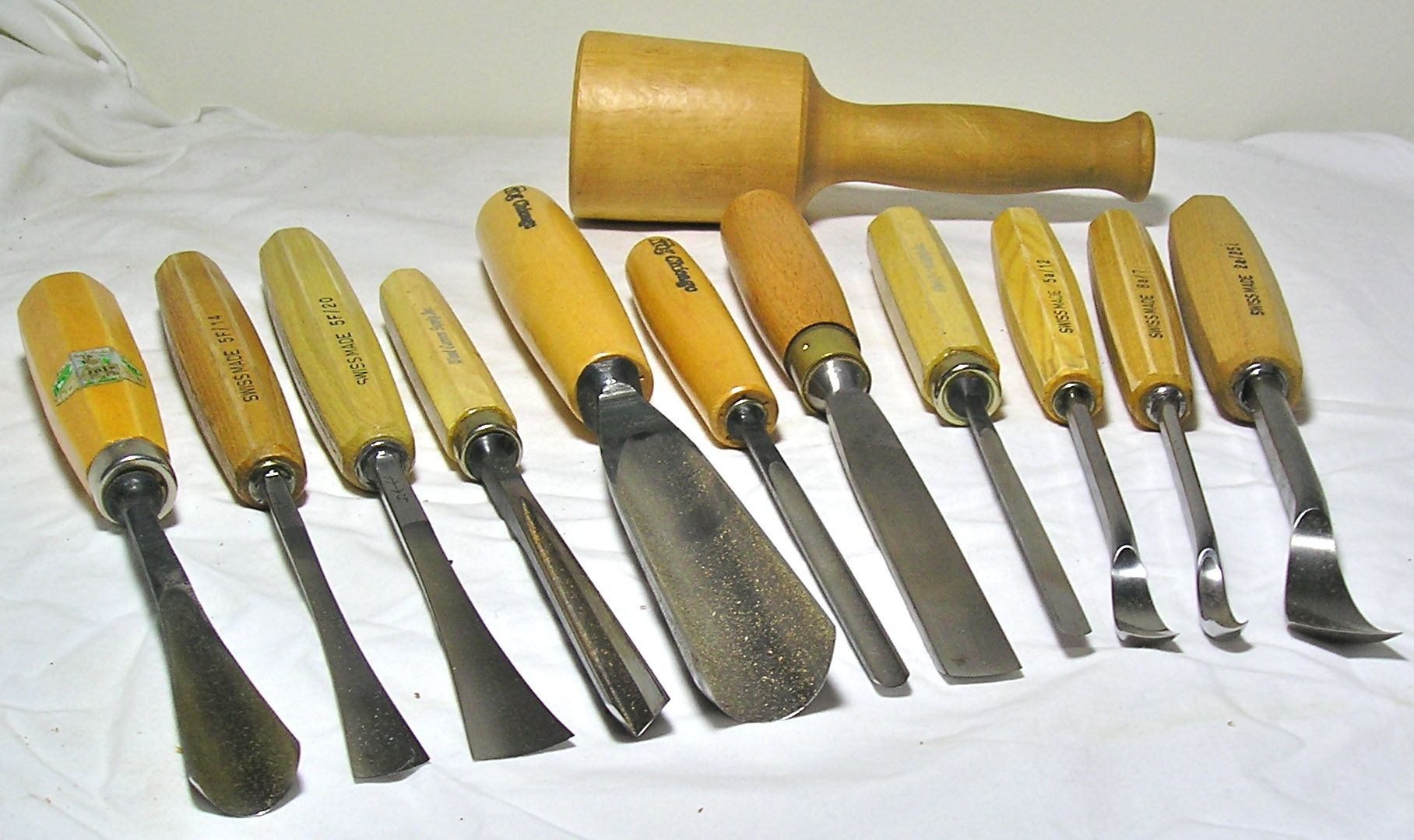
Một số loại gouge

Đục (tiếng Anh: chisel) là một dụng cụ được đặc trưng bởi lưỡi cắt gắn ở phần đầu, được dùng để chạm khắc hoặc cắt các vật liệu cứng như gỗ, đá hoặc kim loại bằng tay, bằng vồ hoặc bằng sức mạnh cơ học của máy móc. Tay cầm và lưỡi đục được chế tạo từ kim loại hoặc gỗ với một cạnh sắc. Đây là dụng cụ rất quan trọng trong ngành mộc, điêu khắc đá hay gia công cơ khí.
Người ta sử dụng đục bằng cách tác động lực vào một số vật liệu bằng lưỡi đục nhằm cắt vật liệu đó. Lực truyền động này có thể là từ tay người, từ cái vồ hoặc từ cái búa. Trong môi trường công nghiệp, người ta còn dùng thanh nén thủy lực (hydraulic ram) hoặc vật nặng rơi ("búa vấp" trip hammer) để dẫn động qua đục vào vật liệu.
Gouge là một loại đục dùng để khắc các mảnh nhỏ từ vật liệu; đặc biệt là trong hoạt động chế biến gỗ và điêu khắc. Gouge thường tạo ra bề mặt lõm và có mặt cắt hình chữ U.